# مدیریت اداری

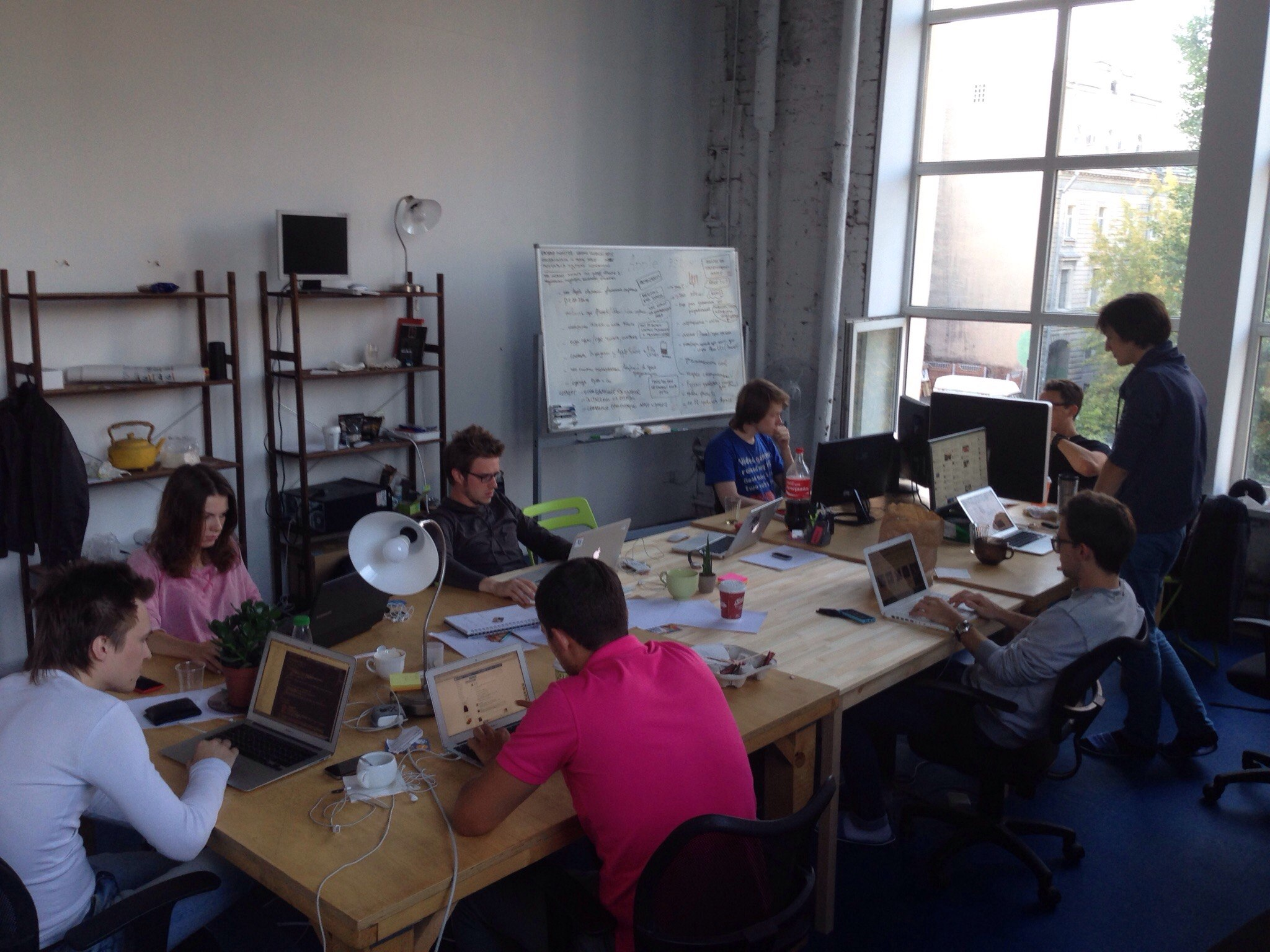
مدیریت اداری

مدیریت اداری مجموعه ای از فعالیت‌های روزمره اداری است که مربوط به برنامه‌ریزی اداری و مالی، ضبط و صدور صورت حساب و توزیع فیزیکی و تدارکات دفتری در یک سازمان می‌باشد. کارمندی که این فعالیت‌ها را انجام می‌دهد، مدیر اداره یا مدیر دفتر نامیده می‌شود، مدیر اداره نقش کلیدی در زیرساخت‌های سازمان را برعهده دارد. بسیاری از کارهای اداری به مهارت‌های پیشرفته در برنامه‌های نرم‌افزاری (مانند مایکروسافت ورد، اکسل، اکسس، پاورپوینت) نیاز دارد. همچنین مدیریت اداری از نظریه‌های هنری فایول (تئوریسین معروف مدیریت، اهل فرانسه) می‌باشد که از جامع‌ترین نظریه‌ها دربارهٔ مدیریت دولتی (مدیریت عمومی) و همچنین مدیریت صنعتی است.
یک مدیر اداری مسئولیت فعالیت‌های اداری در یک سازمان را بر عهده دارد. فعالیت‌های اداری شامل کارگزینی، مدیریت منابع انسانی، امور اداری و مالی، بودجه و ... می‌شود. این مسئولیت‌ها می‌توانند بسته به نوع کارفرما و سطح تحصیلات متفاوت باشد.
هنری فایول نظریه مدیریت اداری را به ۶ فعالیت مدیریتی و ۱۴ اصول مدیریتی تقسیم‌بندی کرد.
هنری فایول در رساله ای که از او منتشر شد فعالیت‌های سازمان‌ها را به شش دسته زیر طبقه‌بندی کرد:
1. فعالیت‌های فنی (تولید، تکامل، تطابق)
2. فعالیت‌های تجاری (خرید، فروش، مبادله)
3. فعالیت‌های مالی (تخصیص منابع مالی و استفاده بهینه از منابع مالی)
4. فعالیت‌های امنیتی (حفظ اموال و افراد)
5. فعالیت‌های حسابداری (محاسبه موجودی حساب، تهیه ترازنامه مالی، نگهداری حساب‌ها و تدارک اطلاعات آماری)
6. فعالیت‌های اداری یا مدیریتی (برنامه‌ریزی، سازماندهی، فرماندهی، هماهنگی و کنترل)

## اصول چهارده‌گانه مدیریت اداریهنری فایول | Henry Fayol
اصول چهارده‌گانه مدیریت اداری هنری فایول عبارتند از:
۱- تقسیم کار: اصل تقسیم کار یا تخصصی کردن نیروی کار بیان می‌کند که کارهای بزرگ باید به کارهای کوچک‌تر بین افراد یا گروهی تقسیم و واگذار کرد که باعث می‌شود هر فرد یا گروهی بر روی حوزه فعالیتی خود تمرکز کند و مهارت کسب کند.
۲- اختیار و مسئولیت: حق دستور دادن و پاسخگویی مسئولیت در نتیجه‌ی اختیار داشتن است و اگر به مدیر اختیار داده نشود نمی‌توان او را بازخواست کرد.
۳- نظم و انضباط: نظم و انضباط و فرمانبرداری از قوانین برای اداره سازمان امری مهم تلقی می‌شود و و از منظر فایول، نظم و انضباط نتیجه‌ی رهبری اثربخش در یک سازمان است.
۴- وحدت فرماندهی: هر کارمند، فقط باید از یک مدیر مسئول دستور بگیرد.
۵- وحدت هدف و جهت: این اصل اشاره به این دارد که یک مدیر وظیفه دارد که همه را به سمت یک هدف مشخص و مشترک سوق دهد.
۶- تبعیت تمایلات شخصی از تمایلات گروهی: طبق این اصل نباید تمایلات فردی و منافع شخصی کارمندان بر روی کل سازمان تاثیر داشته باشد و منافع کلی سازمان باید همواره در اولویت نخست باشد.
۷- پاداش کارکنان: کارکنان با توجه به ارزش کارشان باید حقوق منصفانه از مافوق خود دریافت کنند؛ زیرا دستمزد منصفانه و خوب، باعث افزایش عملکرد کارکنان و بهره‌وری سازمان می‌شود.
۸- تمرکز زایی (ایجاد تمرکز): تمرکز، به هماهنگی و هدایت از سوی یک سیستم مرکزی گفته می‌شود که برای سازمان ضروری است و نتیجه سازماندهی می‌باشد؛ به عبارت دیگر ایجاد تمرکز، از مولفه‌های مهم در جهت تصمیم گیری یک سازمان است و مدیر موظف است که میزان اثرگذاریِ تصمیم هر یک از کارکنان را به درجه‌ی تعادل برساند.
۹- زنجیره عددی/فرمان یا چارت سازمانی (زنجیره اسکالر): زنجیره فرماندهی از مدیریت ارشد یک سازمان شروع شده و به پایین‌ترین سطح اختیار به صورت زنجیره‌ای به هم می‌رسد و در واقع این اصل، اشاره به سلسله مراتب قدرت و اختیار در یک سازمان را دارد.
۱۰- نظم: در هر سازمان جهت جلوگیری از فوت وقت، طبق این اصل باید هر کسی یا چیزی سر جای خودش قرار گیرد.
۱۱- عدالت و انصاف: احساس عدالت و برابری باید در همه جای سازمان وجود داشته باشد؛ به عبارت دیگر این اصل اشاره به درک درست یک مدیر در رابطه با نحوه‌ی برخوردش با زیر دستانش را دارد و فایول معتقد است که اگر این اصل مورد توجه قرار نگیرد باعث کاهش عملکرد کارکنان یک سازمان خواهد شد.
۱۲- ثبات و ماندگاری در شغل (پایداری پرسنل): کاهش جابجایی کارکنان سبب افزایش کارایی می‌گردد، چون کارکنان برای تطبیق با کارشان، نیاز به زمان دارند و همچنین حاکم بودن ثبات و پایداری در یک سازمان، رابطه‌ای دوسویه میان افزایش بهره وری و همچنین امنیت شغلیِ کارکنان دارد و مدیر با اطلاع دادن به کارکنان، اینکه با خوب کار کردن سازمان باقی خواهد ماند؛ در نتیجه آنها نیز با ماندگاری، امنیت شغلی را تجربه خواهند کرد؛ به بیان فایول اگر ثباتی در یک سازمان برقرار نباشد، بهره وریِ سازمان با مشکل مواجه خواهد شد و همچنین هزینه‌های اضافی به سازمان تحمیل خواهد شد.
۱۳- ابتکار عمل: در سازمان‌ها، شور و اشتیاق و انرژی به وسیله ابتکار افزایش می‌یابد، به همین خاطر افراد در هر سطحی از سازمان باید برای به کارگرفتن ایده‌های خود آزاد باشند که در نهایت می‌تواند به سودآوری برای سازمان منجر شود.
۱۴- روح صمیمیت و یگانگی: اتحاد پدیده قدرتمندی است؛ این اصل نیاز به کار تیمی و حفظ روابط متقابل شخص با سازمان را مورد تأکید قرار می‌دهد. (باعث افزایش وفاداری و احساس تعلق کارمندان به سازمان و همچنین کاهش مدت زمان رسیدن به اهداف سازمانی خواهد شد.)